# Franz Bobzien
Franz Bobzien (* 17. November 1906 in Hamburg; † 28. März 1941 in Berlin) war ein deutscher sozialistischer Politiker und Widerstandskämpfer gegen den Nationalsozialismus.

## Leben

### Jugend und politische Sozialisation
Der aus einer Angestelltenfamilie stammende Bobzien war im Deutschen Republikanischen Pfadfinderbund aktiv und absolvierte zunächst eine kaufmännische Lehre. Im Jahr 1926 trat er der SAJ und der SPD bei, später auch dem Reichsbanner Schwarz-Rot-Gold und besuchte neben der Arbeit die Abendoberschule an der Lichtwarkschule, um sich auf das dann im Jahr 1927 erfolgreich bestandene Abitur vorzubereiten. 1928 begann er als Werkstudent Pädagogik, Geschichte und Philosophie an der Universität Hamburg zu studieren, 1931 legte er seine Lehrerprüfung ab und begann, an einer Volksschule zu unterrichten.
Seit 1928 geriet der überzeugte Antimilitarist Bobzien in einen immer stärkeren Widerspruch zur SPD-Politik, als diese in der Regierung den Bau von Panzerkreuzern vorantrieb. Im Jahr 1931 trat er daher aus der SPD aus und der neu gegründeten Sozialistischen Arbeiterpartei Deutschlands (SAPD) bei und wurde in den reichsweiten Vorstand von deren Jugendverband SJVD gewählt. Über die Arbeit im SJVD lernte er auch Willy Brandt kennen, mit dem er freundschaftlich verbunden war und den er häufiger in Lübeck besuchte. Nachdem Bobzien im April 1932 erfolglos für die Hamburger Bürgerschaft kandidierte, wurde er am 10. Mai 1932 unter dem Vorwurf, wehrkraftzersetzende Flugblätter an der Hamburger Universität verteilt zu haben, für sieben Monate in Untersuchungshaft genommen und aus dem Schuldienst entfernt (eine zunächst erfolgreiche Klage dagegen blieb weitgehend gegenstandslos, da seine Wiedereinstellung zum 1. März 1933 erfolgte). Nachdem das Verfahren eingestellt worden war, kam er Anfang Januar 1933 auf freien Fuß.

### Untergrund, Exil und KZ-Haft
Nach dem Machtantritt der NSDAP, dem Reichstagsbrand und der darauffolgenden Illegalisierung der SAPD musste Bobzien Anfang März 1933 untertauchen, er nahm am Untergrundparteitag der SAPD am 12. März 1933 in Dresden teil, stimmte dort mit der Mehrheit der Delegierten gegen den Auflösungsbeschluss der Vorstandsmehrheit und wurde in die illegale Reichsleitung gewählt, wo er für die Umstellung von SAPD und SJVD in Hamburg und Schleswig-Holstein auf die Untergrundarbeit zuständig war. Ende Mai 1933 floh Bobzien nach Kopenhagen, wo er u. a. mehrere antifaschistische Broschüren verfasste, den Transport illegaler Literatur nach Deutschland organisierte und Aufklärungsarbeit in der dänischen Arbeiterbewegung über die faschistische Gefahr leistete.
Am 24. Februar 1934 nahm Bobzien mit vier SJVD-Genossen, darunter Willy Brandt, an einer Konferenz linkssozialistischer und trotzkistischer Jugendorganisationen im niederländischen Laren teil. Nachdem die Konferenz von der Polizei aufgelöst wurde und die Teilnehmer in Gewahrsam genommen worden waren, schob Bürgermeister H.L.M. van Nispen van Sevenaer Bobzien und alle anderen SJVD-Delegierten bis auf Willy Brandt, der über gültige norwegische Papiere verfügte, wegen fehlender Visa am 26. Februar nach Deutschland ab, wo Bobzien und seine Genossen in Emmerich von der Gestapo verhaftet wurden. Wegen Hochverrat wurde Bobzien im September 1934 zu vier Jahren Zuchthaus verurteilt, die er im Zuchthaus Oslebshausen – wo er mit kommunistischen und sozialdemokratischen Mitgefangenen wie Harry Naujoks Widerstandsstrukturen aufbaute – und im KZ Esterwegen verbüßte. Nach dem Ende der Haftstrafe wurde er in das KZ Sachsenhausen verschleppt. Dort zeitweise Blockältester der „Jugendbaracke“ organisierte er unter schwierigsten Bedingungen für polnische und tschechische Gefangene Deutschkurse, da Deutschkenntnisse die Überlebenschancen im Konzentrationslager erhöhten. Ab Ende 1940 wurde Bobzien zu Bombenräumungsarbeiten in Berlin verpflichtet. Hierbei kam er mit vier kommunistischen Mithäftlingen des KZ Sachsenhausen am 28. März 1941 ums Leben.

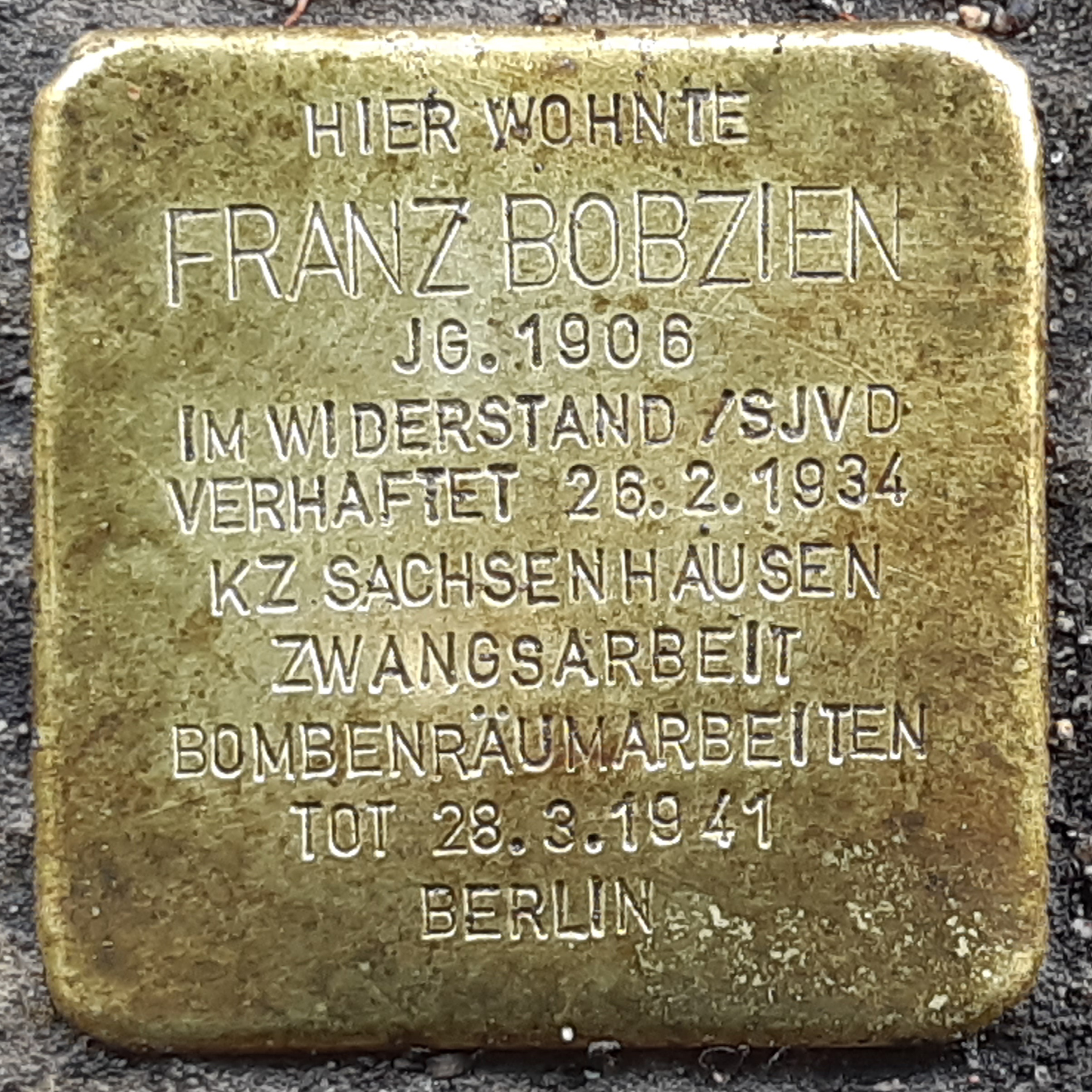
Stolperstein für Franz Bobzien

In Hamburg-Lohbrügge ist seit den 1960er Jahren der Bobzienweg nach Franz Bobzien benannt. Vor seinem Wohnhaus im Berner Heerweg in Hamburg-Farmsen-Berne liegt seit Frühjahr 2025 ein Stolperstein.

## Franz-Bobzien-Preis
Stadt Oranienburg und Gedenkstätte und Museum Sachsenhausen vergeben gemeinsam alle zwei Jahre den Franz-Bobzien-Preis (ehemals Oranienburger Toleranzpreis).
Mit der Auszeichnung werden Projekte in Berlin und Brandenburg gewürdigt, die sich für Demokratie und Toleranz starkmachen. Besondere Beachtung erfahren Projekte, die sich mit der Aufarbeitung des Nationalsozialismus in Deutschland beschäftigen und damit einen vorbildlichen Beitrag für eine demokratische Gesellschaft leisten.
Mit der Benennung des Preises nach Franz Bobzien soll sein Einsatz unter komplizierten und gefährlichen Bedingungen gewürdigt werden. Der Preis ist mit 3000 Euro dotiert. Schirmherr ist der Ministerpräsident des Landes Brandenburg.

### Bisherige Preisträger
2010
- Eduard-Maurer-Oberstufenzentrum Hennigsdorf und Schulzentrum Alwin-Lonke-Straße in Bremen: „Lernen und Arbeiten im ehemaligen Konzentrationslager Sachsenhausen“

2012
- Georg-Mendheim-Oberstufenzentrum Oranienburg und Waidak Media e.V.: Filmprojekt „Leben nach dem Überleben – Regina und Zwi Helmut Steinitz“
- Forum gegen Rassismus und rechte Gewalt Oranienburg (ausgezeichnet mit dem Sonderpreis)

2014
- Johanna-Eck-Schule Berlin Tempelhof-Schöneberg: Ziegelsteinprojekt

2016
- Kolpingjugend Berlin: Workcamps „Gegen das Vergessen - generationsübergreifend, ehrenamtlich, beständig“ in Ravensbrück

2018
- Landesjugendring Brandenburg: Pilotprojekt „überLAGERt“ in den ehemaligen Außenlagern Grüneberg, Königs Wusterhausen, Bad Belzig, Lieberose/Jamlitz und Schwarzheide

2020
- Verein Schlaglicht, Löwenberger Land[3]

2022
„Babyn Yar – ein Requiem“, ein deutsch-ukrainisches Theaterstück des dokumentartheaters Berlin und des Kiewer Theatre Studio 11